# Tignes
Tignes [tiɲ] ist eine französische Gemeinde mit 1953 Einwohnern (Stand: 1. Januar 2022) im Département Savoie in der Region Auvergne-Rhône-Alpes. Der Ort liegt auf circa 2000 Metern Höhe in einem hochalpinen Tal am Oberlauf der Isère. Er besteht heute aus den drei Ortsteilen Le Lavachet, Val Claret und Tignes-le-Lac, die sich um einen kleinen See gruppieren. Sie ist eine der höchstgelegenen Gemeinden Europas (vgl. Saint-Véran, 2040 m). Für den Ort, den großen See im Tal und den kleinen See in 2000 m Höhe wird oft der Name Lac de Tignes verwendet.

## Geschichte
Das alte Dorf Tignes verschwand 1952 im Lac du Chevril, zu dem die Isère aufgestaut wurde. Die Bevölkerung von Tignes war gezwungen, das Land ihrer Vorfahren – nach langem erbitterten Widerstand der Einheimischen (v. a. Bauern) – zu verlassen. Die einheimischen Bewohner erhielten größtenteils Abfindungen. Zum Gedenken an das alte Dorf Tignes wurde 2003, zum fünfzigjährigen Jubiläum der Talsperre, ein Denkmal am Ufer des Lac du Chevril errichtet. Es zeigt eine über das Wasser schauende junge stolze Frau in traditioneller Kleidung. Die Statue stammt von Livio Benedetti und steht für „Semper Vivens“ (lat. „Immer Lebendig“).

## Tignes heute
Heute ist Tignes ein hochmoderner Luxus-Skiort, der von den ehemaligen Bewohnern Tignes „Super-Tignes“ genannt wird.

## Sport

### Ski Alpin
In dem Hochtal um Tignes befindet sich eines der bekanntesten Skigebiete Frankreichs. Die sogenannte Espace Killy, benannt nach dem französischen Abfahrtsolympiasieger Jean-Claude Killy, umfasst die Skigebiete von Tignes und Val-d’Isère. 1992 fanden dort im Rahmen der Olympischen Winterspiele die Wettbewerbe im Freestyle-Skiing statt. Bereits 1986 war Tignes Austragungsort der 1. Freestyle-Skiing-Weltmeisterschaft.

### Tour de France
Tignes war 2007 und 2021 Etappenziel der Tour de France. Rund zwei Kilometer vor dem Ziel wurde 2007 auf der 8. Etappe auf einer Höhe von 2068 Metern die Bergwertung der 1. Kategorie abgenommen. Der Däne Michael Rasmussen gewann sowohl die Bergwertung als auch die Etappe in Tignes. Der Anstieg begann in Sainte-Foy-Tarentaise und war 17,9 km lang. Dabei wurden 971 Höhenmeter zurückgelegt, was einer durchschnittlichen Steigung von 5,5 % entsprach.
2021 wurde die Bergwertung auf einer Höhe von 2089 Metern abgenommen, ebenfalls mit einer Wertung der 1. Kategorie. Der Australier Ben O’Connor gewann sowohl die Bergwertung als auch die Etappe in Tignes. Der Anstieg begann zwei Kilometer vor Sainte-Foy-Tarentaise und war 21 km lang. Dabei wurden 1172 Höhenmeter zurückgelegt, was einer durchschnittlichen Steigung von 5,6 % entsprach.
Bereits 2019 war Tignes auf der 19. Etappe als Etappenziel vorgesehen und sollte – wie 2021 – an gleicher Stelle eine Bergwertung abgenommen werden. Jedoch musste wegen widriger Witterungsbedingungen die 19. Etappe abgebrochen werden. Tignes durfte nicht angefahren werden.

### Fußball
Seit der erfolgreichen Fußball-Weltmeisterschaft 1998 bereitete sich die französische Fußballnationalmannschaft bis 2010 vor jedem großen Turnier in Tignes vor.

## Sonstiges
Im Jahr 2003 war Tignes Drehort des Musikvideos Week-end der französischen Sängerin Lorie.

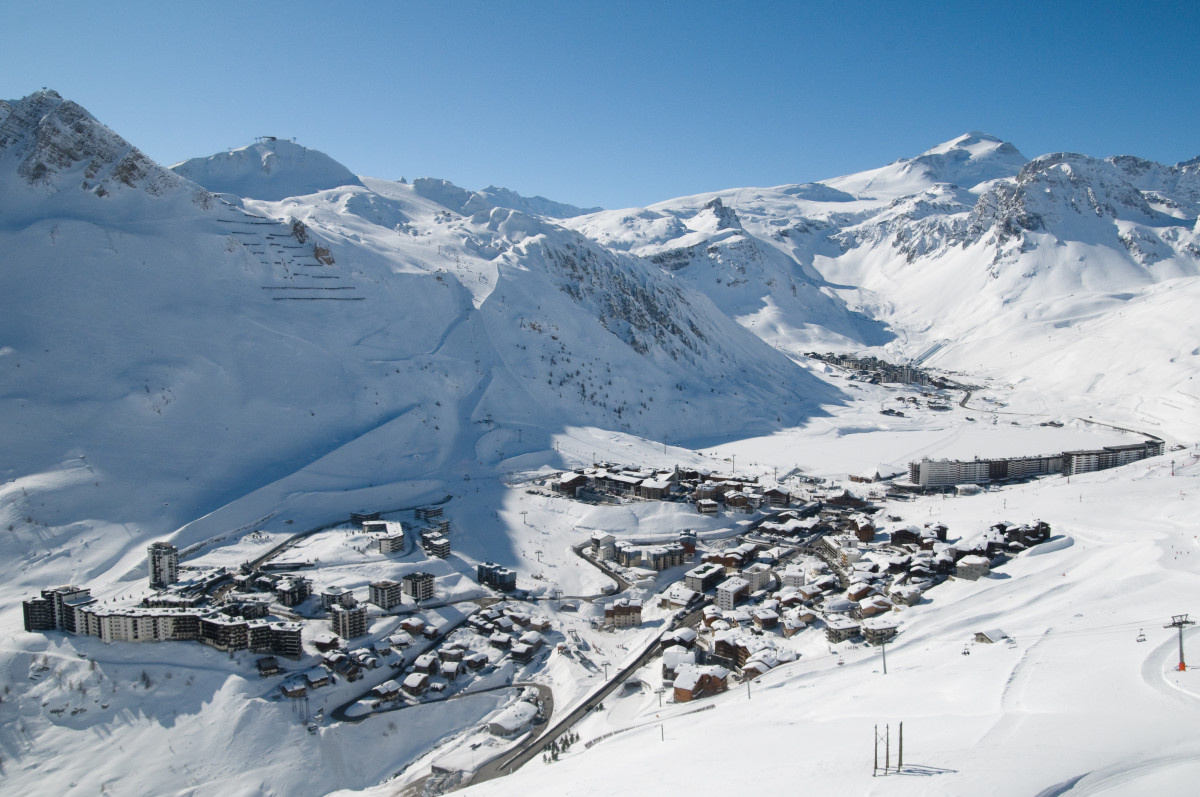
Tignes im Winter
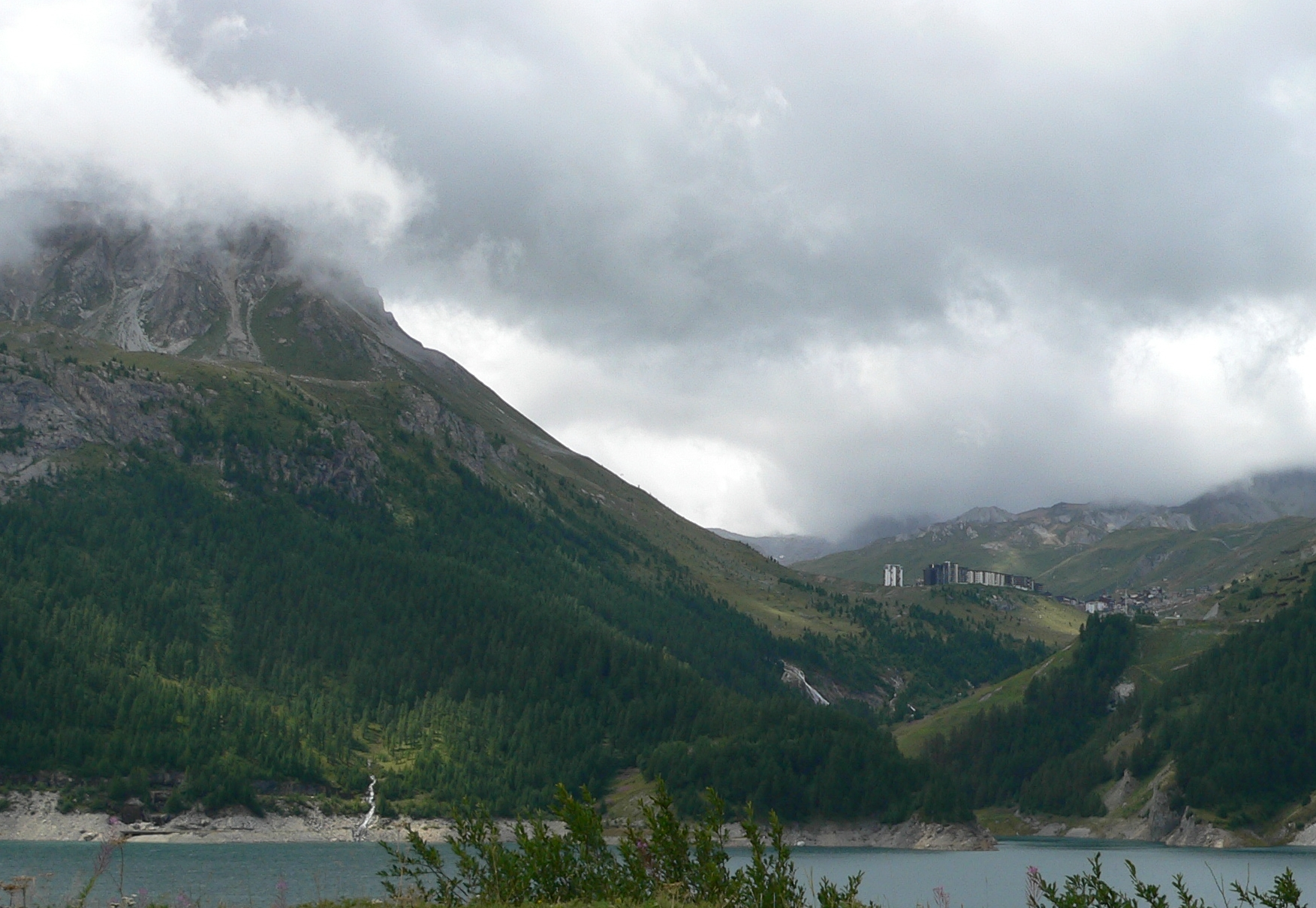
Blick auf Tignes über den Lac du Chevril
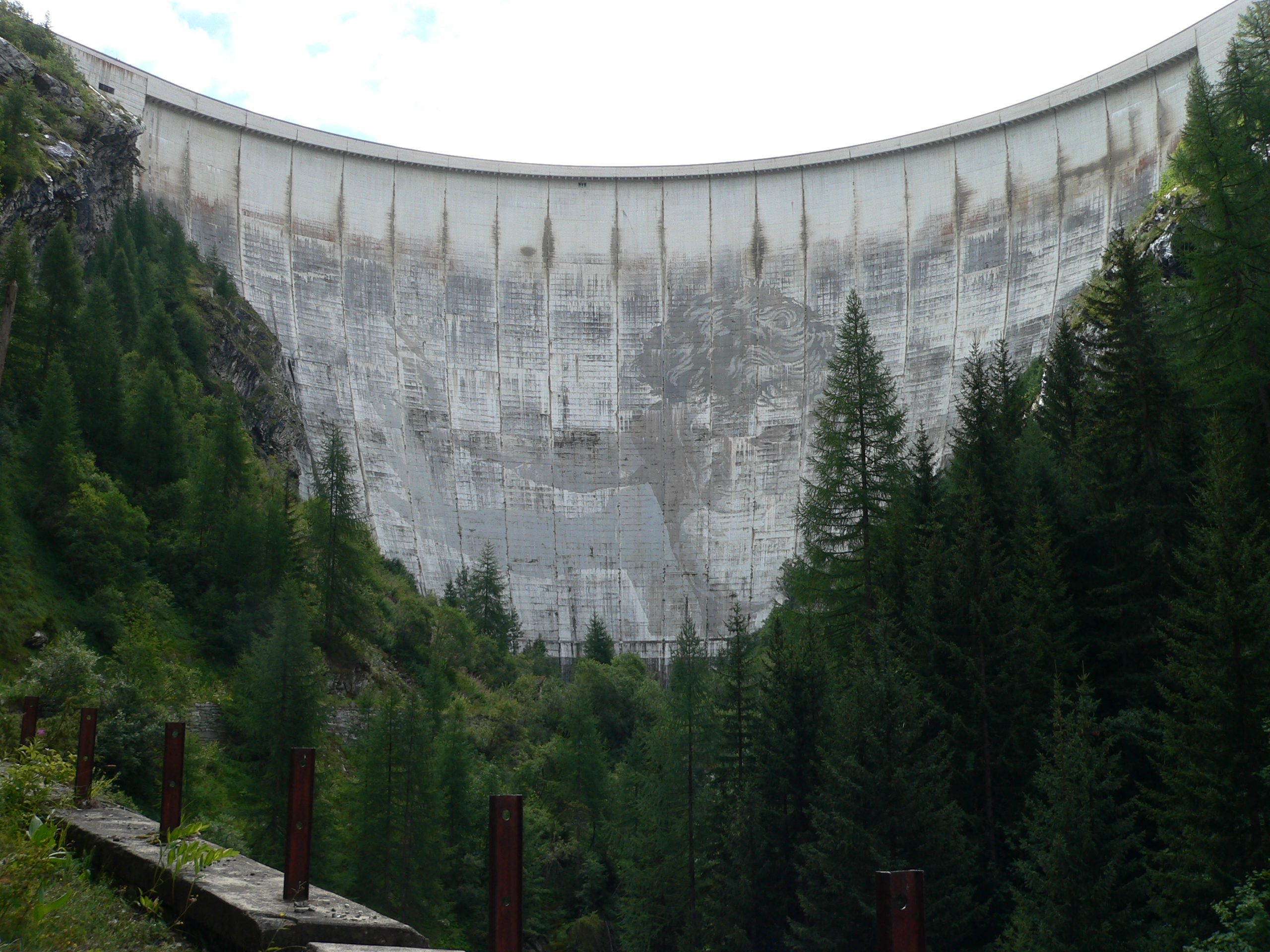
Die Staumauer des Lac du Chevril mit Herakles-Fresko
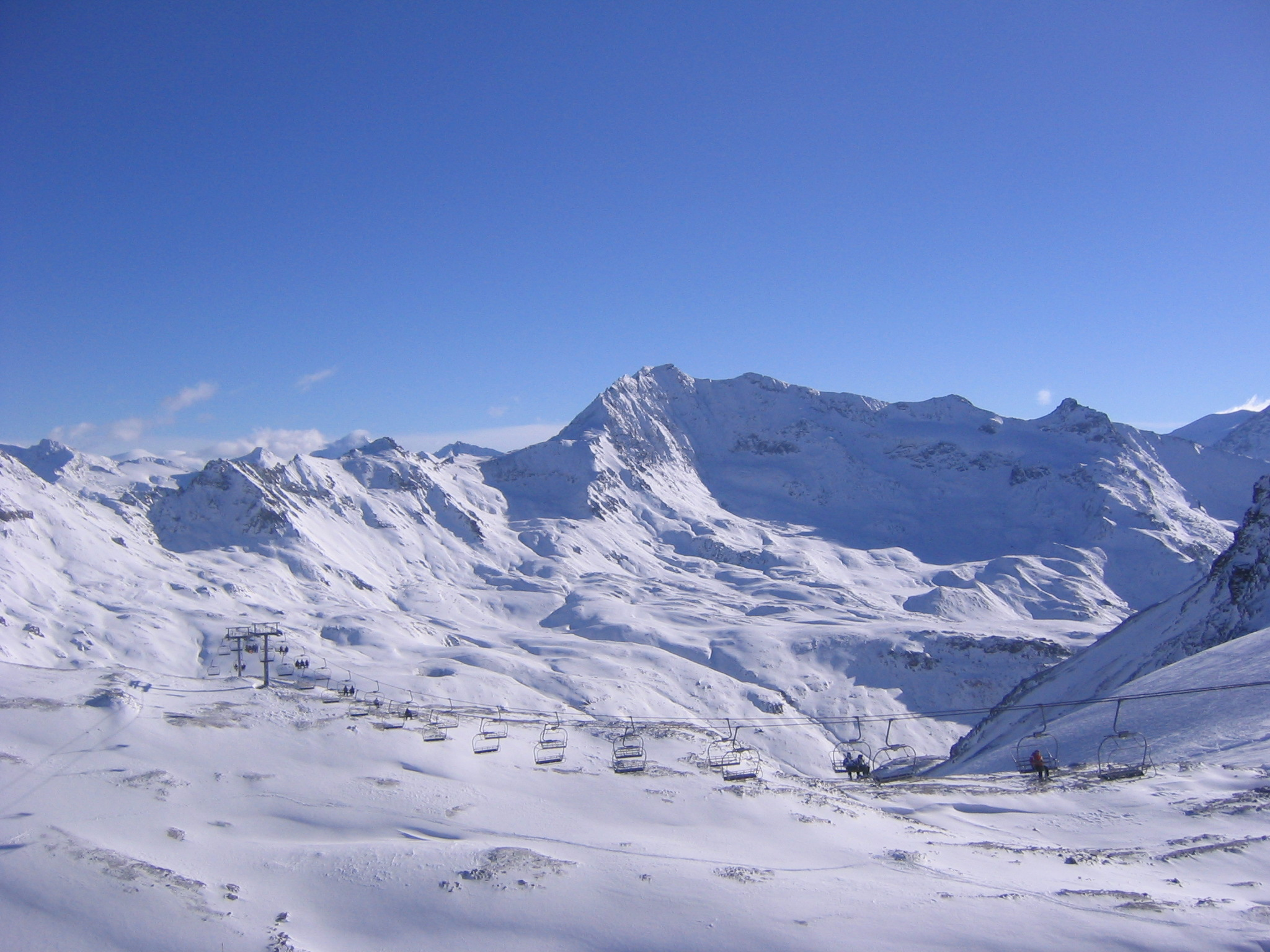
La Grande Motte (3656 m) –  die Dominante von Tignes und Val d’Isère